# Memorial Spadino

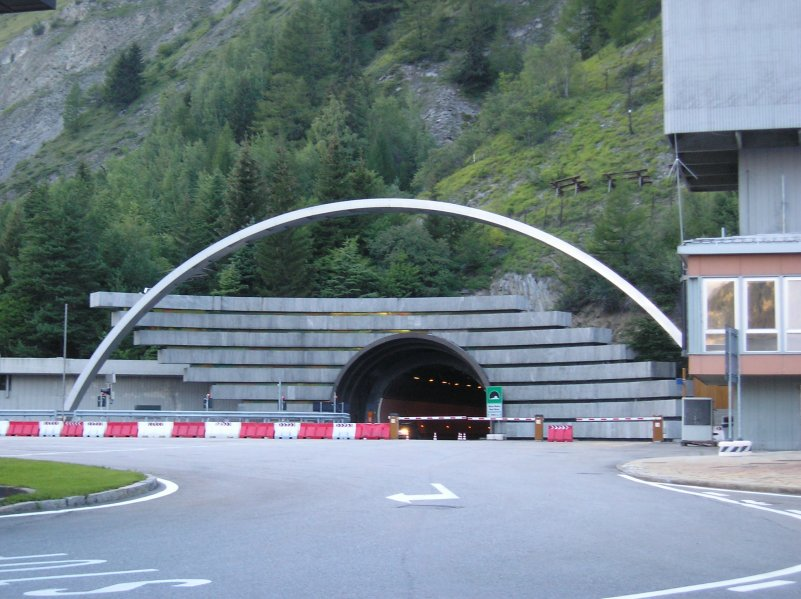
L'ingresso del traforo, dove ogni anno si svolge la commemorazione con un minuto di silenzio.

Il Memorial Spadino è un motoraduno annuale ideato dal  Coordinamento Motociclisti con l'appoggio dell'associazione Fédération française des motards en colère, per ricordare la figura di Pierlucio Tinazzi, detto "Spadino" in quanto molto alto e magro, un dipendente della società italiana che gestiva il traforo del Monte Bianco alla data del 24 marzo 1999, giorno in cui nella galleria ebbe luogo un rovinoso incendio nel quale persero la vita 39 persone e Tinazzi si sacrificò per tentare di salvare le persone intrappolate all'interno, entrando nel tunnel con la sua moto di servizio e riuscendo a recuperare e condurre con lui in uno dei rifugi di servizio un uomo intossicato dal fumo; entrambi tuttavia persero la vita a causa delle temperature troppo elevate e della mancanza di ossigeno.
Altro non secondario obiettivo di questa manifestazione è sollecitare più attenzione e più impegno da parte delle istituzioni in materia di sicurezza stradale, sottolineando i rischi ai quali sono particolarmente esposti i motociclisti.
La prima edizione del Memorial Spadino si svolse esattamente un anno dopo l'incendio del tunnel e da allora si ripete ogni anno, in un fine settimana alla fine di marzo. Si tratta di una manifestazione molto sentita dai motociclisti, che a centinaia, provenienti principalmente dall'Italia e dalla Francia, si ritrovano a Morgex, la città dove Pierlucio Tinazzi nacque ed è ora sepolto, per poi formare un lungo e suggestivo corteo che, snodandosi lungo la strada statale, raggiunge il piazzale sul quale si apre l'ingresso del traforo.
Dal 2013 la manifestazione viene organizzata e promossa dal "Coordinamento italiano motociclisti", associazione nata come evoluzione del precedente Coordinamento motociclisti.